# 東京ビルディング (丸の内)

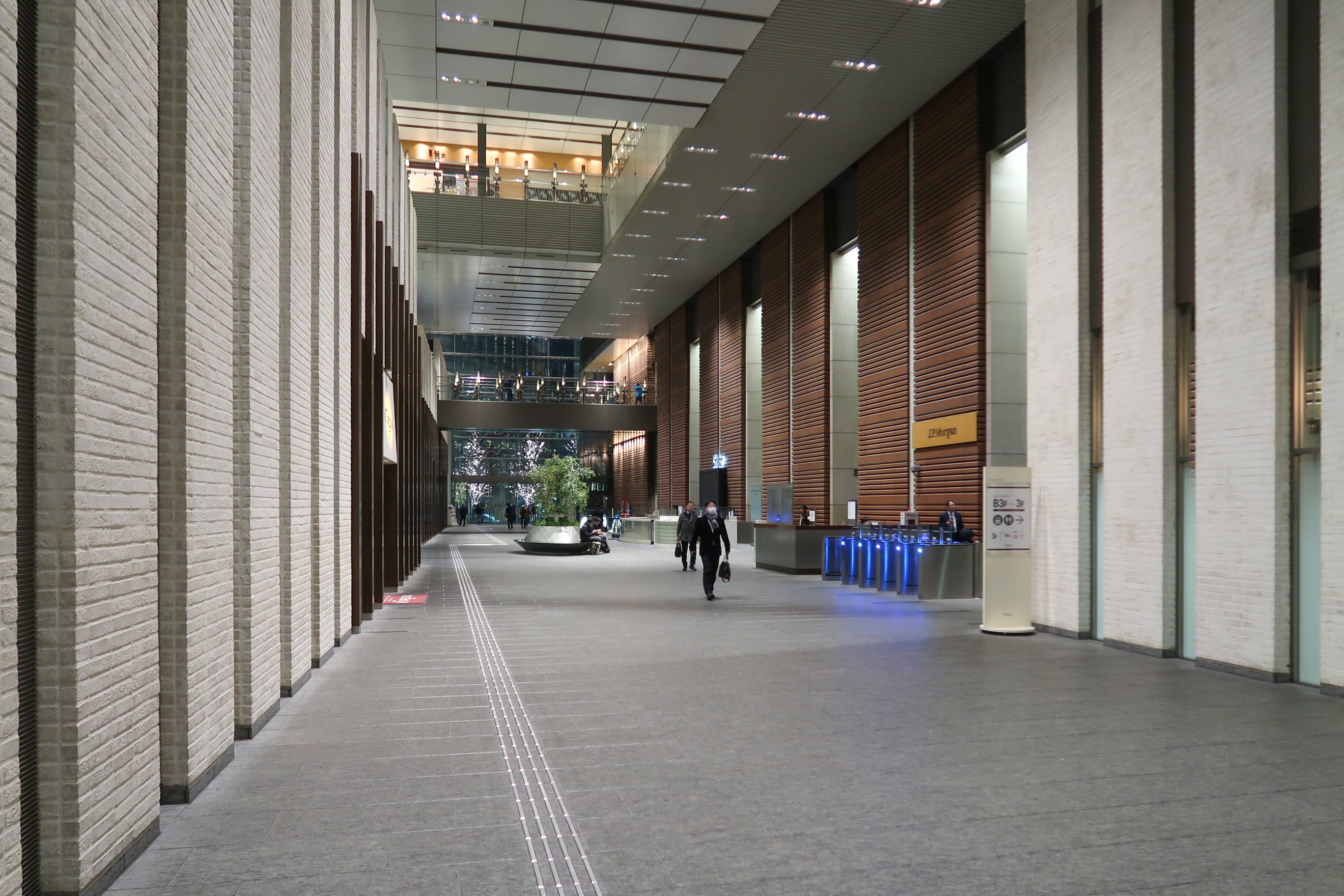
オフィスロビー

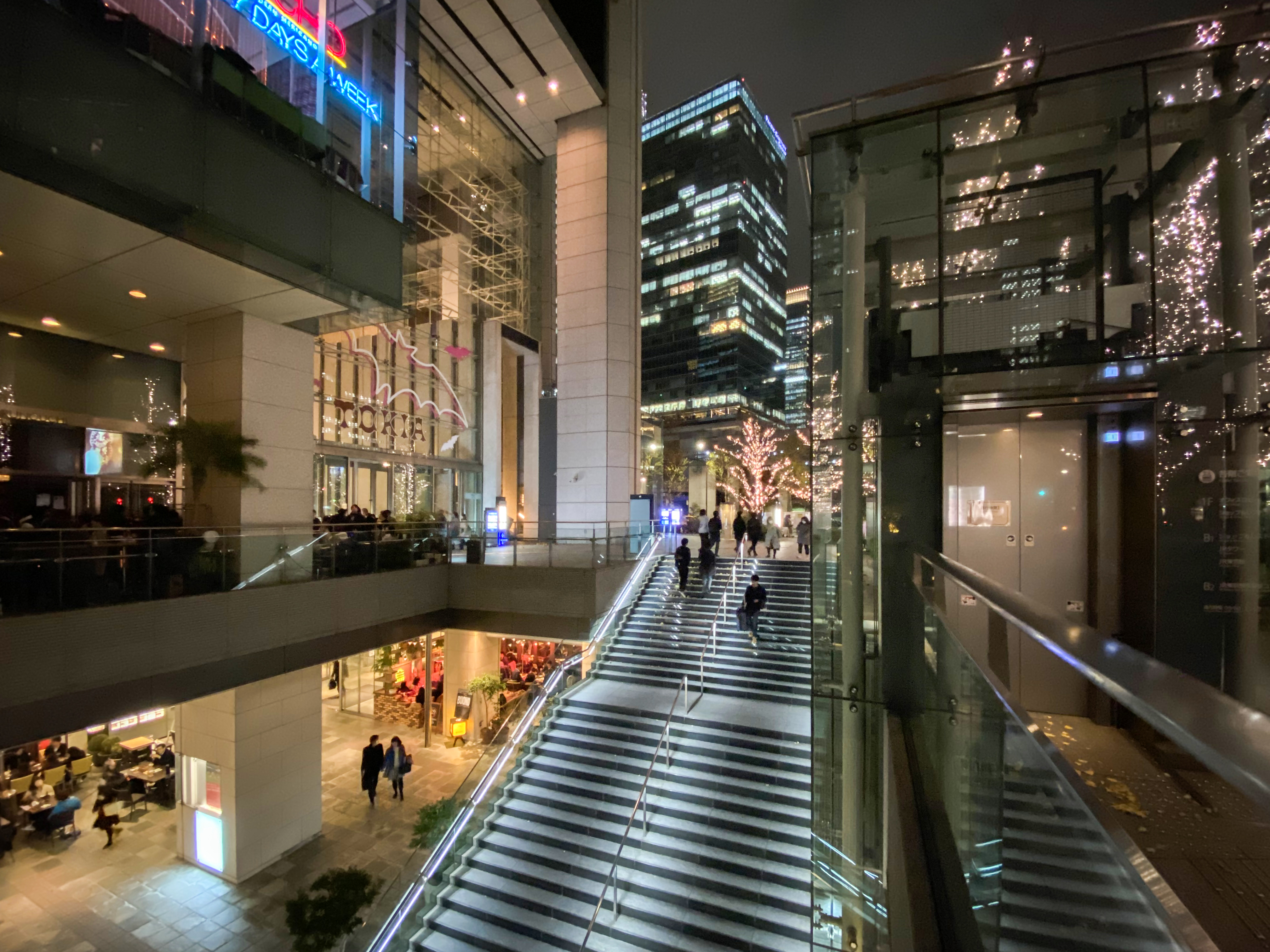
サンケンプラザ

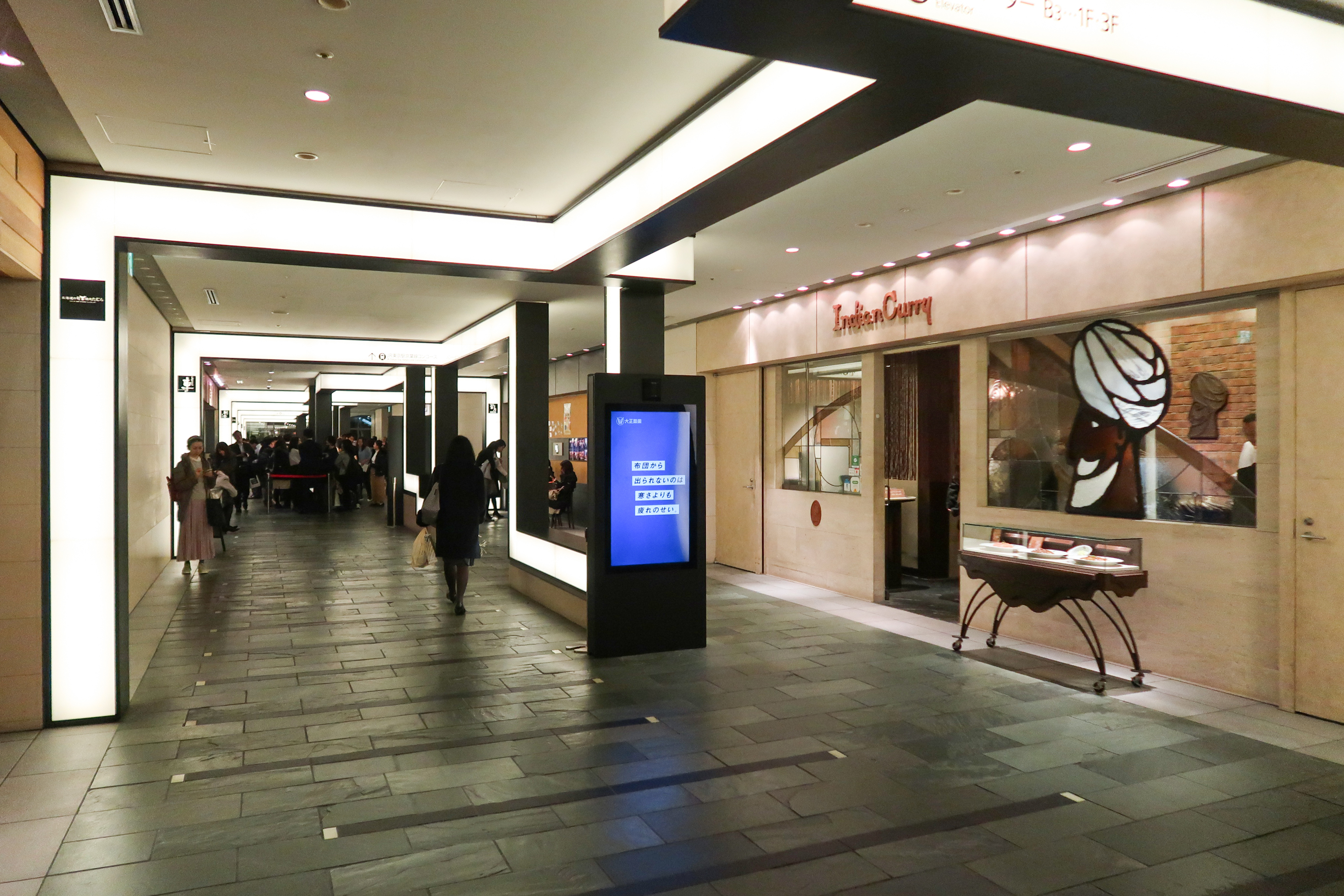
Basement restaurants

東京ビルディング（とうきょうビルディング）は、東京駅にほど近い東京都千代田区丸の内二丁目に所在するオフィスビル。

## 概要
旧東京中央郵便局と東京国際フォーラムの間にあった東京ビルヂングの建て替えとして計画され、東京駅丸の内赤レンガ駅舎の未利用容積を、特定容積率指定（第1号）で移転して駅舎復元保存の原資とするほか、総合設計により、設定敷地に対しては1,720%の高容積を実現している。またエリア内のホテル計画（ザ・ペニンシュラ東京）との間で非業務用途の入れ替えを行い、3階までの吹き抜け等のゆとりある空間構成の中で低層部の商業・パブリックエリアを実現した。
デベロッパーは三菱地所が中心であるが、東日本旅客鉄道（JR東日本）、東京三菱銀行（現・三菱UFJ銀行）も参画している。これは、特例容積率適用区域制度が適用され、東京駅丸の内駅舎の未利用容積率の移転を受けたことと、隣接する東京三菱銀行本店の敷地も同一区画として認定を受けたためである。
地下1階から地上3階は、商業施設ゾーン東京ビルTOKIA（トキア）となり、地下道によってJR東京駅丸の内地下改札口（京葉線）コンコース、東京国際フォーラム、丸の内パークビルディングに直結している。

## オフィスフロア
都心部のオフィスほど、空間のインフォーマルなコミュニケーション能力が重要になると考え、長さ114mの事務室内に3ヶ所、内部階段や吹き抜けが設けられるスペースが用意された。

### 主な入居テナント
- 三菱電機
- 三菱電機ビルソリューションズ
- 三菱電機デジタルイノベーション
- JPモルガン
- KJRマネジメント
- アズビル
- 田中貴金属工業

## 東京ビルTOKIA
地下1階から地上3階までは商業ゾーン東京ビルTOKIAとなっており、開業時は29店舗が進出した。三菱地所プロパティマネジメントが管理している。
名称のTOKIAは、「TOKYO」、「TOKIMEKI」、「Amusement」を組み合わせたもの。コピーライターの眞木準が考案した。

## 東京ビルヂング
旧ビルである東京ビルヂングは、旧東京市との交換で三菱財閥が所有していたものを、大倉土木（現・大成建設）に譲渡していた土地であったが、丸の内オフィス街の一元開発と戦後の企業分割で少なくなった賃貸物件を確保したかった三菱地所と、戦後経済による不況で受注建築物件を増やしたかった大成建設との間で交渉がまとまり、三菱が土地を買い戻し、大成建設ほかの施工で建設に至った。
東京ビルヂングには、日本航空（1950年代後半-1996年まで）や博報堂、チッソ、東海東京証券（旧東京証券）、三菱地所などが本社を置いていた。

## 歴史
- 1950年6月28日 - 東京ビルヂング着工。
- 1951年9月22日 - 竣工（旧ビルの南半分）。
- 1953年8月3日 - 北側増築工事着工。
- 1955年3月31日 - 北側増築工事竣工（地上8階、地下2階）。
- 1971年12月1日 - 増築工事着工。
- 1972年6月30日 - 増築工事竣工（地上10階、地下3階）。
- 2003年10月16日 - 旧ビルを取壊し、建替えに着工。
- 2005年10月17日 - 東京ビルディング竣工。
- 2005年11月11日 - 商業施設ゾーン 東京ビルTOKIAオープン。